# Portrait de l'évêque Antonius Triest et de son frère Eugène, un capucin
Le Portrait de l'évêque Antonius Triest et de son frère Eugène, un capucin est un tableau peint à l'huile sur toile par David Teniers le Jeune en 1652. Après avoir fait partie des collections de Boris Alexeïevitch Kourakine (en), il est désormais conservé au musée de l'Ermitage, à Saint-Pétersbourg.

## Description
À droite, Antoine Triest, fait évêque de Bruges en 1617 et évêque de Gand en 1622, collectionneur d'art et un mécène réputé, qui achetait des œuvres de Teniers et d'autres peintres flamands, est assis, un chapelet dans la main gauche, en train de prier.
À gauche, son frère, un capucin, tient un bouclier montrant les cinq plaies du Christ, tandis que l'étagère à l'arrière-plan porte des statuettes de Saint Jérôme pénitent et de la Flagellation du Christ.